# Skerhóll
Skerhóll är en kulle i republiken Island. Den ligger i regionen Austurland, 230 km öster om huvudstaden Reykjavík. Toppen på Skerhóll är 834 meter över havet.
Trakten runt Skerhóll är nära nog obefolkad, med mindre än två invånare per kvadratkilometer.